# Bio Næstved
Bio Næstved (også kaldet Bio 1-5 eller Bio 12345) er en biograf i Næstved på Sydsjælland. Biografen har fem sale med i alt 256 sæder.
Bio Næstved blev i oprindeligt grundlagt i Jernbanegade i 1906. Biografen flyttede i 1940 til den nuværende placering på Kattebjerg i centrum lige ved Skt. Mortens Kirke. I perioden 1972 til 1992 forpagtede biografen også Haslev Bio. Som den første biografi i Skandinavien fik man i 2012 installeret lydsystemet Dolby Atmos. Der er fem sale med i alt 256 sæder, hvoraf den største har 160.